# Área marina protegida Namuncurá-Banco Burdwood II

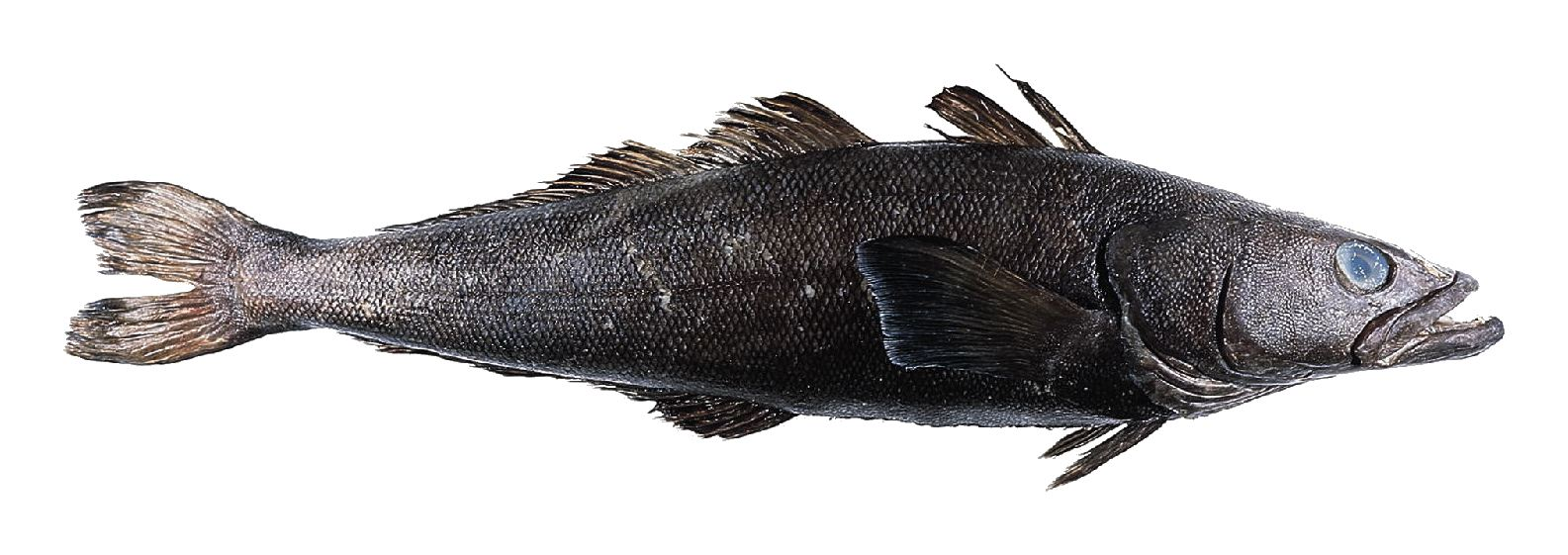
Merluza negra.

El área marina protegida Namuncurá-Banco Burdwood II es un espacio marítimo protegido por Argentina adyacente al banco Burdwood (o Namuncurá) del océano Atlántico sur. Tiene un área de 32 336,3 km² y se halla dentro de la zona económica exclusiva y la plataforma continental argentina, fuera de la jurisdicción de los estados provinciales. El sector es relevante para el ciclo de vida de peces de interés pesquero, tales como la merluza negra, la merluza de cola y la polaca.

## Geografía
El banco Burdwood o banco Namuncurá es una meseta sumergida que está ubicada en su parte más occidental a 150 km al este de la isla de los Estados y a 200 km al sur de las islas Malvinas. Se extiende 370 km en dirección este-oeste y su ancho norte-sur varía entre 50 y 100 km Su profundidad varía entre 50 y 200 m y se supone que formaba una isla en el primer período glaciar. Sus aguas corresponden al régimen oceanográfico subpolar y está rodeado por un talud continental que supera los 3000 metros de profundidad.
El banco Burdwood y las islas Malvinas interrumpen el flujo de aguas de la corriente Circumpolar Antártica en su desplazamiento hacia el norte desde el pasaje de Drake generando circulaciones locales anticiclónicas (a menos de 200 m de profundidad) que enriquecen las aguas. Las corrientes marinas que confluyen en el banco Burdwood originan una zona de importante concentración de nutrientes y de alta productividad y biodiversidad. El relativo aislamiento que le confieren las aguas profundas que rodean al banco le da importancia particular a los endemismos de especies bentónicas y corales de aguas frías.

## Antecedentes
En 2008 la Secretaría de Ambiente y Desarrollo de la Nación comenzó a evaluar el establecimiento de medidas de protección pesquera en la zona. Como resultado de eso, para preservar el recurso pesquero mediante el acta CFP n.º 18/20081 del 19 de junio de 2008 el Consejo Federal Pesquero de Argentina creó un área de prohibición total de pesca dentro del banco Burdwood, delimitada por las coordenadas 54° 30′ S y 60° 30′ O, 54° 30′ S y 59° 30′ O, 54° 15′ S y 60° 30′ O, 54° 15′ S y 59° 30′ O dentro de la isóbata de los 100 metros de profundidad. Luego, el 26 de septiembre de 2008 la Subsecretaría de Pesca y Acuicultura emitió la disposición SSPyA n.º 250 que prohibió en forma total y permanente la actividad pesquera en dicha zona.
En 1994 Argentina se adhirió al Convenio sobre la Diversidad Biológica, comprometiéndose a que las aguas marinas nacionales protegidas sean un 10% para 2020. La creación de áreas marinas protegidas está contemplada en la Parte XII de la Convención de las Naciones Unidas sobre el Derecho del Mar (CONVEMAR) (ratificada por Argentina el 1 de diciembre de 1995), que establece que los Estados tienen la obligación de proteger y preservar el medio marino.
La ley n° 26875 fue sancionada el 3 de julio de 2013 y promulgada el 1 de agosto de 2013 creaó el área marina protegida Namuncurá-Banco Burdwood, teniendo como límite externo la isóbata de 200 m de profundidad en el banco Burdwood dentro de la zona económica exclusiva argentina.
La ley n.º 27037 sancionada el 19 de noviembre de 2014 y promulgada el 9 de diciembre de ese año, creó el Sistema Nacional de Áreas Marinas Protegidas (SNAMP), que fue modificado por la ley n.º 27490 sancionada el 12 de diciembre de 2018 y promulgada el 14 de diciembre de ese año. Este sistema es de aplicación en los espacios marítimos de Argentina (mar territorial, zona contigua, zona económica exclusiva y plataforma continental), excepto en los casos de las áreas regidas por el Tratado Antártico, por la Convención para la Conservación de Recursos Vivos Marinos Antárticos, en los espacios marítimos bajo jurisdicción provincial cuya jurisdicción no haya sido cedida previamente al Estado nacional y en los parques interjurisdiccionales marinos creados por las leyes 26446, 26817 y 26818.
Las áreas marinas protegidas deben crearse por ley nacional en los espacios naturales establecidos para la protección de ecosistemas, comunidades o elementos biológicos o geológicos del medio marino, incluyendo al subsuelo, los fondos y columnas marinas asociadas, que en razón de su rareza, fragilidad, importancia o singularidad merecen una protección especial para el aprovechamiento, educación y goce de las presentes y futuras generaciones. La autoridad de aplicación del SNAMP es la Administración de Parques Nacionales por decreto n.º 402/2017 de 8 de junio de 2017.

## Creación del área marina protegida Namuncurá-Banco Burdwood II
El área marina protegida Namuncurá-Banco Burdwood II fue creada por ley n.º 27490 sancionada el 12 de diciembre de 2018 y promulgada dos días después, por decreto n.º 1137/2018 del presidente Mauricio Macri.

Artículo 1° - Créase el área marina protegida “Namuncurá - Banco Burdwood II”, constituida por las categorías de manejo de Reserva Nacional Marina Estricta y Reserva Nacional Marina, sobre el total de la plataforma continental y las aguas suprayacentes al lecho y subsuelo del espacio marítimo argentino cuyos límites se detallan en el Anexo I que forma parte integrante de la presente y el cual cuenta con una superficie total de treinta y dos mil trescientos treinta y seis con tres kilómetros cuadrados (32.336,3 km²).

La ley estableció dos categorías de manejo para el área marina protegida, estableciendo que sus límites fueran:
- Reserva nacional marina Namuncurá-Banco Burdwood II:

(...) abarcará la plataforma continental y aguas suprayacentes al lecho y subsuelo del área comprendida dentro de los siguientes límites: el límite Norte, se corresponde con la isobata de DOSCIENTOS metros (200 m) de profundidad definida en la cartografia oficial de la República Argentina entre el meridiano 61 º 45' O y el meridiano 60º 45' O; el límite Este, desde el meridiano 60º 45' O hasta el paralelo 55° 30' S; el límite Sur, desde dicho paralelo hasta su intersección con el meridiano 61 º 45' O; el límite Oeste, siguiendo el pre-citado meridiano hasta su intersección con la isobata de DOSCIENTOS metros (200 m) de profundidad definida en la cartografia oficial de la República Argentina.

- Reserva nacional marina estricta Namuncurá-Banco Burdwood II:

(...) abarcará la plataforma continental y aguas suprayacentes al lecho y subsuelo del área comprendida dentro de los siguientes límites: el límite Norte, se corresponde con la isobata de DOSCIENTOS metros (200 m) de profundidad definida en la cartografia oficial de la República Argentina entre el meridiano 60º 45' O y el meridiano 58º 00' O; el límite Este, desde el meridiano 58° 00' O hasta el paralelo 55° 45' S; y el límite Sur, desde dicho paralelo hasta el meridiano 60º 45' O y el límite Oeste, es la proyección de este último meridiano hasta la intersección con la isobata de DOSCIENTOS metros (200 m) de profundidad definida en la cartografia oficial de la República Argentina.

## Disputa con el Reino Unido
El extremo sudeste de la reserva nacional marina estricta está afectado por la disputa territorial de los espacios marítimos en torno a las islas Malvinas entre Argentina y el Reino Unido. El sector cae dentro de la Zona de Conservación Externa de las Islas Malvinas (Falkland Islands Outer Conservation Zone) que el Reino Unido proclamó el 22 de agosto de 1994. El sector en conflicto tiene los siguientes límites: desde el punto de coordenadas 48° 20′ S 60° 45′ O siguiendo el arco determinado por las 200 mn desde la línea de base de la isla de los Estados hasta el punto de coordenadas 49° 00′ S 60° 56′ O. Desde allí y hasta alcanzar el meridiano 60° 45' O la línea sigue el arco de círculo de 150 mn centrado en el punto 51° 40′ S 59° 30′ O, ubicado en el centro de las islas Malvinas. El sector cae también dentro del área cubierta por la presentación que el Reino Unido hizo a la Comisión de Límites de la Plataforma Continental de las Naciones Unidas el 11 de mayo de 2009. Dado que el área está en disputa, la comisión no evaluará ni calificará el sector.